# 1883年10月30日日食
1883年10月30日日食为一次在协调世界时1883年10月30日（东半球为10月31日）出現的日環食。該次日食食分為0.9238，食甚維持10分17秒。

## 概述
這次日食的食分是0.9238，環食維持10分17秒。

## 基本參數
- 類型：日環食
- 食甚資料：
  - 日期：1883年10月30日
  - 時間：23時50分54秒
  - 地點：16N 175W
  - 食分：0.9238
  - 日環食持續時間：10分17秒

## 外部連結
- NASA日食專頁（页面存档备份，存于）（英文）